# SZD-54 Perkoz
SZD-54 Perkoz – polski, dwumiejscowy, szybowiec szkolno-wyczynowy, konstrukcji laminatowej. Zaprojektowany w Przedsiębiorstwie Produkcyjno-Doświadczalnym Szybownictwa PZL Bielsko w Bielsku-Białej.

## Historia

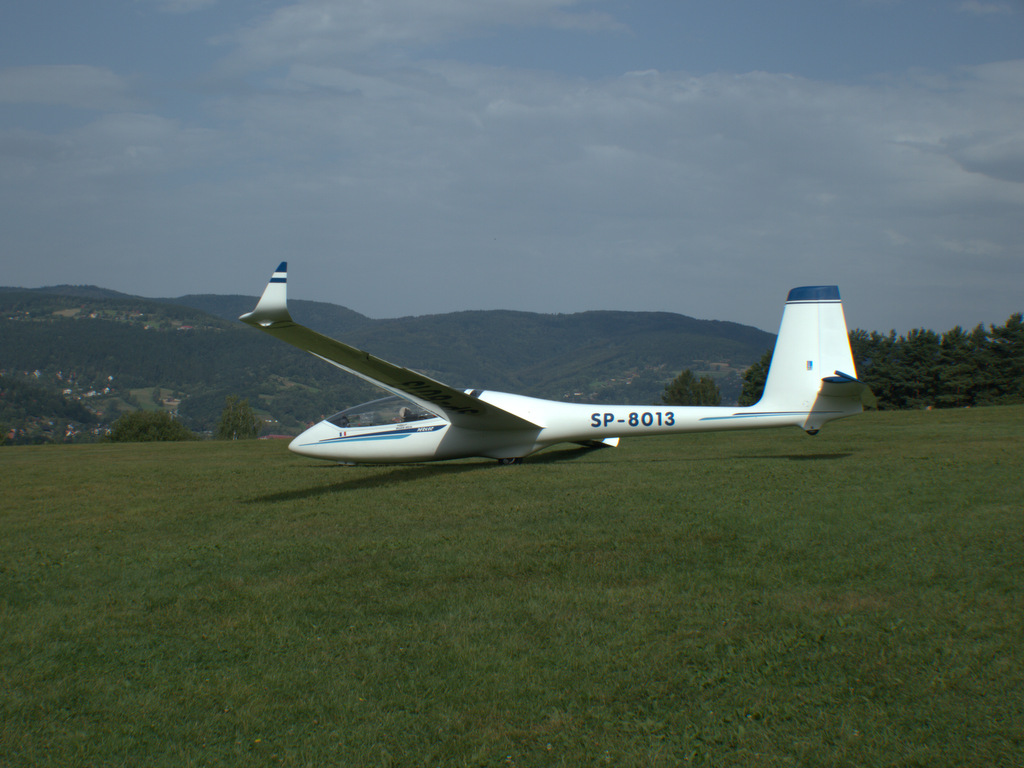
Drugi prototyp szybowca SZD-54 Perkoz na lotnisku

W 1986 r. zespół konstruktorów pod kierunkiem mgr. inż. Adama Meusa rozpoczął prace mające doprowadzić do skonstruowania szybowca będącego następcą szybowca SZD-50 Puchacz. Zakładano, że powstanie szybowiec zdolny do szkolenia podstawowego, lotów falowych i chmurowych oraz do pełnej akrobacji. W prace zaangażowano wszystkie filie Przedsiębiorstwa: kadłub i usterzenie powstawało w Jeżowie Sudeckim, skrzydła i lotki we Wrocławiu, w Bielsku-Białej zajmowano się oprzyrządowaniem i prowadzono nadzór nad całością prac.
Prace nad konstrukcją prototypu zakończono w lutym 1991 r. Oblot został dokonany w dn. 8.05.1991 r. przez Jerzego Śmielkiewicza. Dalsze próby w locie prowadzili Jacek Marszałek i Mariusz Stajewski. Uruchomienie produkcji seryjnej przewidywano na 1994 r. lecz nie doszło do tego z uwagi na przeciągające się prace nad kolejnymi prototypami i z uwagi na trudności finansowe producenta. W 1996 r. szybowiec był testowany w szkole szybowcowej na górze Żar co zaowocowało zmianami konstrukcyjnymi prowadzącymi do zmniejszenia masy szybowca. W trakcie dalszych prac zmniejszono także ujemny skos skrzydła, dzięki czemu poprawiono własności pilotażowe w akrobacji, zmieniono koło podwozia głównego. Z uwagi na upadłość zakładu zawieszono prace nad tym projektem. Jedyny istniejący egzemplarz szybowca (o numerze fabrycznym X-148) został sprzedany do USA, gdzie jest użytkowany z numerem rejestracyjny N9439G.
Prace nad szybowcem zostały wznowione w 2002 r. po wykupieniu przez firmę Allstar praw własności do szybowca. Kontynuował je zespół konstrukcyjny pod kierownictwem inż. Mariana Kroczka. Podczas prac dokonano licznych modyfikacji pierwotnego projektu: przekonstruowano tylną część kadłuba, zmniejszono ujemny skos skrzydła, zastosowano piętrowe płyty hamulca aerodynamicznego oraz powiększono główne koło podwozia. Zaprojektowano też wersję szybowca z wymiennymi końcówkami skrzydeł co pozwalało na zwiększenie rozpiętości szybowca do 20 metrów lub użycia wingletów.
Drugi prototyp Perkoza, o znakach rejestracyjnych SP-8013, oblatano w dn. 02.04.2007 r. przez Mariusza Stajewskiego i stał się podstawą do rozpoczęcia produkcji seryjnej.

## Konstrukcja
Dwumiejscowy średniopłat o konstrukcji laminatowej.
Kadłub półskorupowy z kompozytu szklano-epoksydowego bez elementów przekładkowych. W części środkowej wzmocniona ramą spawaną z rur stalowych.
Skrzydło dwudzielne o obrysie trapezowym, jednodźwigarowe, z kompozytu szklano-epoksydowego, przekładkowe, z lotkami i płytowymi hamulcami aerodynamicznymi.
Usterzenie klasyczne, statecznik poziomy i ster wysokości niedzielone, konstrukcja kompozytowa. Profil usterzenia - FX 71-L-150/30.
Podwozie amortyzowane, jednotorowe, trójkołowe, stałe.